# 阳翰笙
阳翰笙（1902年11月2日—1993年6月7日），原名欧阳本义，字继修，笔名华汉，男，四川高县人，中国戏剧家、电影家、中国共产党文化工作领导人，左翼作家领袖之一、中国电影事业的缔造者之一，抗战话剧运动的上坚。

## 生平
1925年加入中国共产党，1926年任黄埔军校政治部秘书，军校中共党总支书记。1929年任左联党团书记、左翼文化总同盟党团书记，中央文委书记。1933年进入上海艺华影业公司，和田汉主持编剧委员会。抗战期间，他创作了《草莽英雄》、《天国春秋》、《李秀成之死》、《塞上风云》、《八百壮士》等话剧和电影剧本，1938年就任国府军委会政治部第三厅主任秘书，是政治部副部长周恩来和三厅厅长郭沫若的主要助手。1945年后，他去上海领导进步电影工作。
建国后，阳翰笙任政务院文教委员会委员兼副秘书长、国务院总理办公室副主任，中国文联秘书长、副主席、党组书记，是周恩來领导文化工作的主要助手之一。

## 作品
阳翰笙一生写作了18部电影剧本，8部话剧以及若干中短篇小说，其中话剧《天国春秋》、《草莽英雄》和电影《万家灯火》、《三毛流浪记》是他的代表作。

## 註解

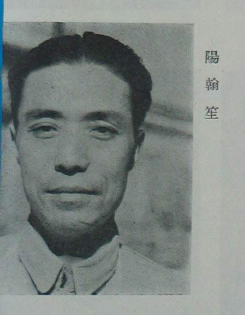

1. ↑  有时会被误植为“阳翰笠”或“陽翰簽”。